# Eiji Aonuma
Eiji Aonuma (青沼 英二, Aonuma Eiji) (Nagano,16 maart 1963) is een Japanse spelontwikkelaar bij het bedrijf Nintendo. Hij is vooral bekend als de regisseur en producent van de Legend of Zelda-reeks.

## Loopbaan
Aonuma studeerde af aan de Tokiose hogeschool voor de kunsten in 1988. Hierna begon hij zijn carrière bij Nintendo als ontwerper van een aantal NES spellen die alleen in Japan zijn uitgekomen. Het eerste computerspel die hij zelf als regisseur maakte was het Super NES spel Marvelous: Mouhitotsu no Takarajim (Marvelous: Another Treasure Island).
Het eerste Zelda-spel waar hij als hoofdontwerper aan werkte was The Legend of Zelda: Ocarina of Time voor de Nintendo 64. Voor dit spel ontwierp hij onder andere de Waterkerker (originele naam: Water Dungeon).
Zijn debuut als regisseur voor de Zelda-reeks was het spel The Legend of Zelda: Majora's Mask voor de Nintendo 64. Sindsdien heeft hij (zo goed als) alle delen uit de Zelda-reeks geregisseerd (vaak tijdens de laatste maanden van de ontwikkeling) of geproduceerd.
Aonuma werkt binnen Nintendo in het zogenaamde Software Development Group No. 3, waar hij met een team van Nintendo medewerkers werkt aan de Zelda reeks. Ook heeft hij gewerkt aan de remake van The Legend of Zelda: The Wind Waker voor de Wii U en het nieuwe Nintendo 3DS-spel The Legend of Zelda: A Link Between Worlds, gebaseerd op de wereld van A Link to the Past. Daarnaast heeft hij gewerkt aan het spel The Legend of Zelda: Breath of the Wild voor de Wii U en de Switch dat in maart 2017 is uitgekomen.

## Prijzen
In november 2016 ontving Aonuma de Lifetime Achievement Award tijdens de Golden Joystick Awards.